# Eugenio Álvarez Dumont
Eugenio Álvarez Dumont – hiszpański malarz, brat Césara Álvareza Dumonta, również malarza. Malował głównie obrazy o tematyce wojennej (najczęściej związane z wojną napoleońską w Hiszpanii), w jego pracach pojawia się również kostumbryzm i orientalizm.
Studiował na Królewskiej Akademii Sztuk Pięknych św. Ferdynanda w Madrycie, a później w Hiszpańskiej Szkole Sztuk Pięknych i Akademii Chigi w Rzymie. Pozostając pod wpływem artystów takich jak Alma Tadema i Vicente Palmaroli malował obrazy o tematyce historycznej.
W 1898 r. razem ze swoim bratem Césarem udał się w podróż do Afryki Północnej. Zwiedził Maroko i Algierię, gdzie malował prace o tematyce orientalistycznej. Następnie przeniósł się kolejno do Paryża i Madrytu, gdzie tworzył prace według reguł hiszpańskiego kostumbryzmu.
W 1910 roku został zaproszony do udziału w wystawie sztuki hiszpańskiej z okazji setnej rocznicy założenia miasta Buenos Aires, nie odniósł jednak znaczącego sukcesu.